# Jean Massart
Jean Massart (Etterbeek, 1865 – Houx, 1925) è stato un biologo belga.
Diresse per lungo tempo (1906-1925) l'Istituto Léo Errera di Bruxelles, dove lavorò sulla fitogeografia del Belgio.
Nel 1919 fu Socio Straniero dei Lincei.